# Maxime Deschamps
Maxime Deschamps (* 20. Dezember 1991 in Vaudreuil-Dorion) ist ein kanadischer Eiskunstläufer, der in Wettbewerben im Paarlauf antritt.

## Karriere
Im Jahr 2014 wurde Deschamps zusammen mit Vanessa Grenier kanadischer Meister bei den Junioren. Das Paar trat einmal bei den Vier-Kontinente-Meisterschaften an, 2016 in Taipeh, wo sie den achten Platz belegten. In der Saison 2017/18 trat Deschamps zusammen mit Sydney Kolodziej an, bei ihrer Teilnahme an den Vier-Kontinente-Meisterschaften, erneut in Taipeh, wurden sie Neunte.
2019 begann Deschamps das gemeinsame Training mit Deanna Stellato-Dudek. Das Paar gewann Gold bei der Nebelhorn Trophy 2022. Durch Gold beim Grand Prix de France und Silber bei Skate America gelang dem Paar die Qualifikation für das Grand-Prix-Finale in Turin, wo sie den vierten Platz belegten. Im Jahr 2023 wurden Deschamps und Stellato-Dudek kanadische Meister. Bei den Vier-Kontinente-Meisterschaften in Colorado Springs gewannen sie die Bronzemedaille. Bei den Eiskunstlauf-Weltmeisterschaften 2023 in Montreal traten Deschamps (31 Jahre) und Stellato-Dudek (39 Jahre) als das mit Abstand älteste Paar an. Mit dem vierten Platz im Kurzprogramm und dem sechsten Platz in der Kür wurden sie im Gesamtergebnis Vierte.

## Galerie

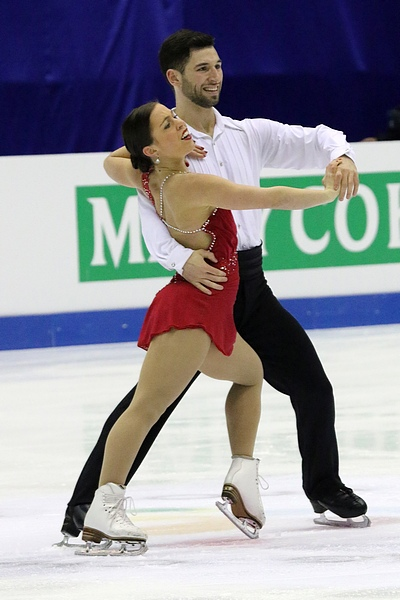
Deschamps und Grenier bei den Vier-Kontinente-Meisterschaften 2016
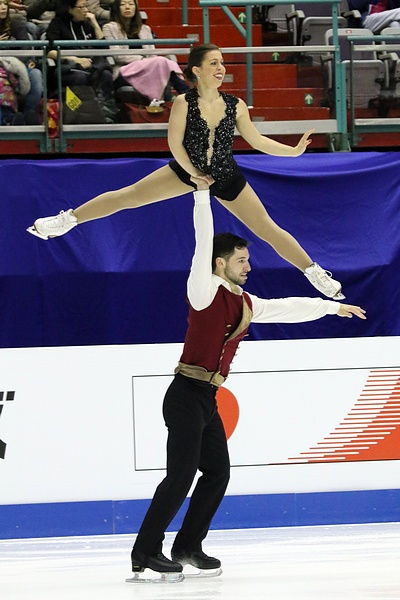
Deschamps und Grenier bei den Vier-Kontinente-Meisterschaften 2016
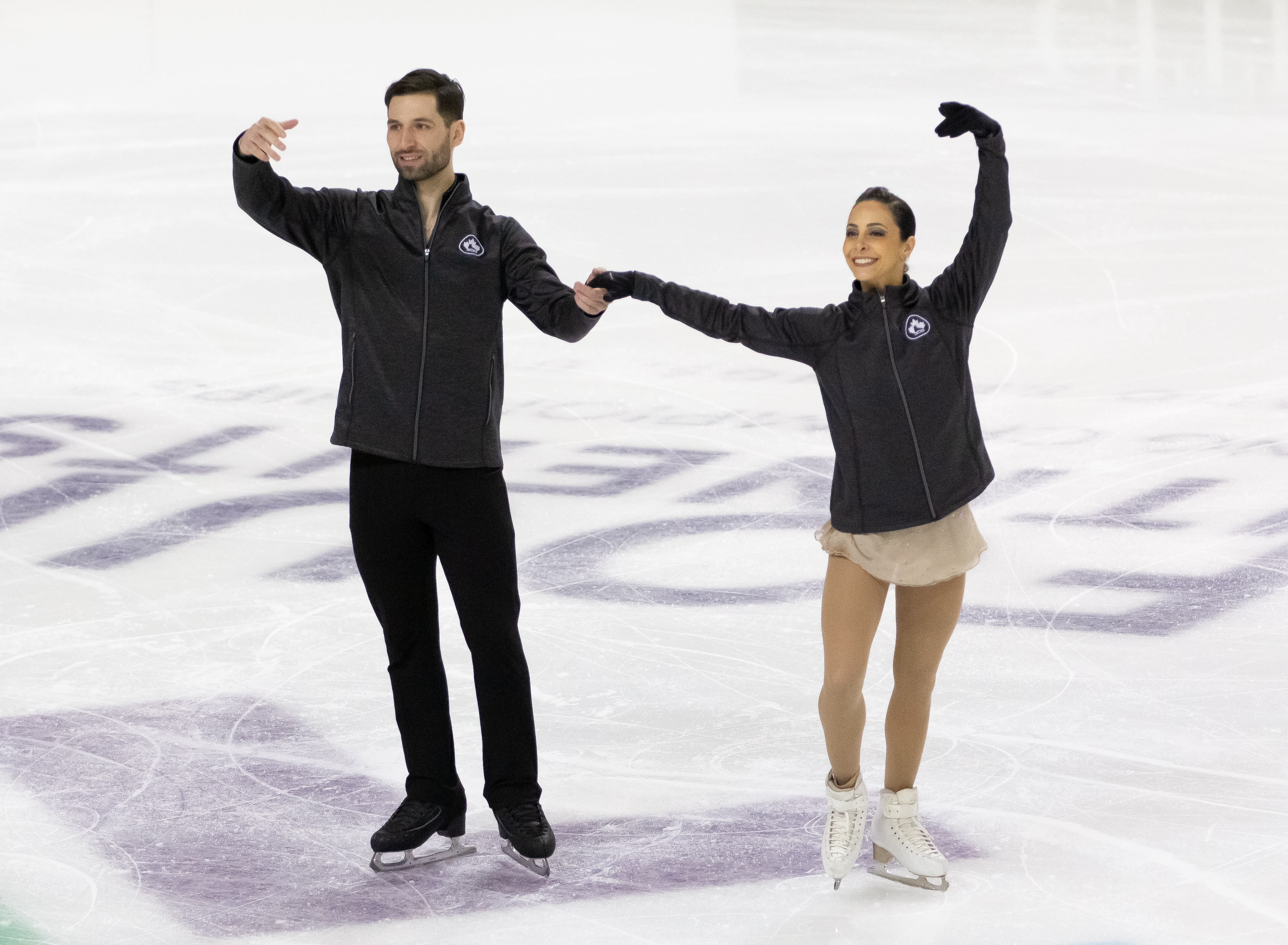
Deschamps und Stellato-Dudek bei den Vier-Kontinente-Meisterschaften 2023
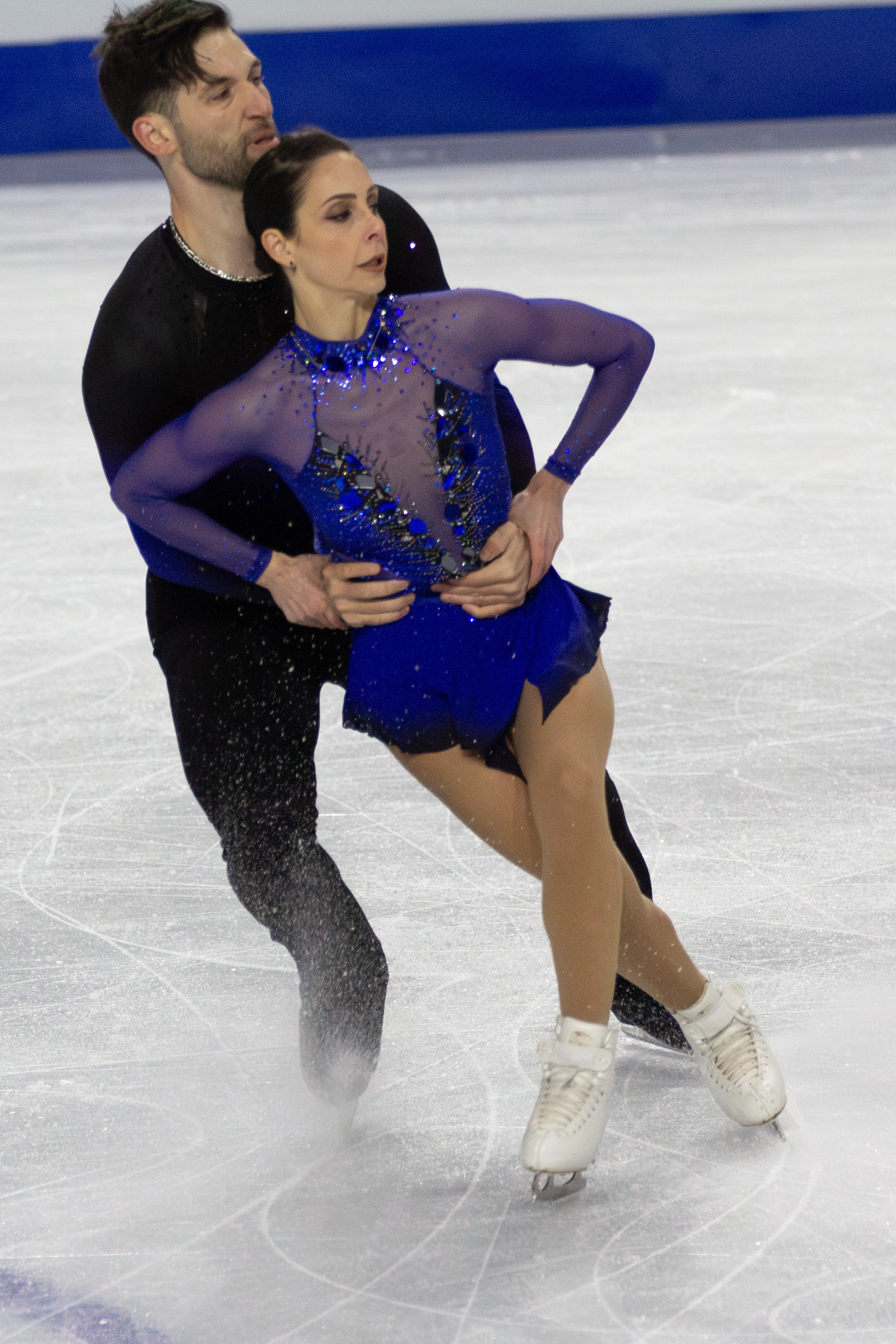
Deschamps und Stellato-Dudek bei Skate Canada 2023